# 龍騎士團
龍騎士團（拉丁語：Societas Draconistarum，匈牙利語：Sárkány Lovagrend，德語：der Drachenorden）是匈牙利國王西吉斯蒙德（後兼任神聖羅馬帝國皇帝）在1408年創設的騎士團，守護匈牙利王室和十字架，和天主教之敵作戰，特別是鄂圖曼土耳其。創始團員有匈牙利貴族和國外的名士等21人，之後擴張。1437年，西吉斯蒙德死後，龍騎士團没落。

## 符號

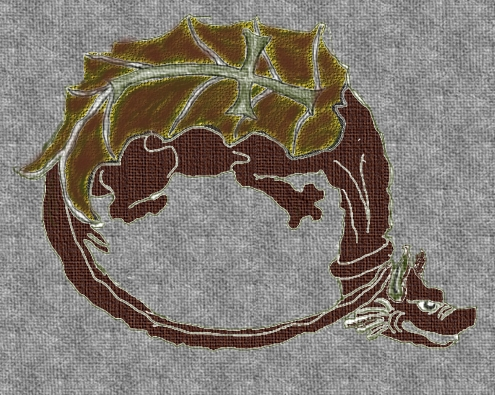
徽章

尾巴類似銜尾蛇，背部有圣乔治十字的龙

## 主要的騎士團員
- 亞拉岡國王阿方索五世（1408年）
- 塞爾維亞的史蒂芬·拉扎列維奇（1408年）
- 波蘭國王兼立陶宛大公雅蓋沃
- 立陶宛大公維陶塔斯
- 奧地利大公恩斯特
- 丹麥國王克里斯多福三世
- 英格蘭國王亨利五世
- 匈牙利國王兼波希米亞國王烏拉斯洛二世
- 瓦拉幾亞大公伏拉德二世
- 瓦拉幾亞大公伏拉德三世

1. ↑  . www.bayerisches-nationalmuseum.de.   [2023-07-22]. （原始内容存档于2024-10-10）.